# Kiang East
Il distretto di Kiang East è un distretto del Gambia nella Divisione del Lower River con 6.534 abitanti al censimento del 2003.

## Società

### Evoluzione demografica
In base ai dati del censimento 1993 la popolazione del distretto era così suddivisa dal punto di vista etnico:
| Etnia       | Abitanti | %     |
| ----------- | -------- | ----- |
| Mandingo    | 4.111    | 70,79 |
| Fulani      | 998      | 17,19 |
| Wolof       | 623      | 10,73 |
| Jola        | 16       | 0,28  |
| Serahule    | 16       | 0,28  |
| Altre etnie | 43       | 0,74  |